# Devin Ratray
Devin D. Ratray (New York, 1977. január 11. –) amerikai színész, producer és író.
Legismertebb szerepe Buzz McCallister a Reszkessetek, betörők!-filmsorozatban, illetve ismert a Nebraska és A múlt hamvai című filmekből is. Televíziós munkái közé tartozik A kullancs című sorozat.

## Élete és pályafutása
New Yorkban született, Ann Willis és Peter Ratray színészek fiaként. A New York-i Fiorello H. LaGuardia Középiskolában végzett 1994-ben.

## Magánélete
2021. december 8-án állítólag fojtogatta barátnőjét egy oklahomai hotelszobában. A férfit őrizetbe vették családon belüli erőszak miatt. December 23-án kiderült, hogy Ratray barátnője hazudott az esetről, ezért minden vádat ejtettek.

## Filmográfia

### Film
| Év   | Magyar cím                                       | Eredeti cím                    | Szerep                   | Magyar hang      |
| ---- | ------------------------------------------------ | ------------------------------ | ------------------------ | ---------------- |
| 1985 | Az első számú gyanúsított                        | Where Are the Children?        | Neil Keeney              |                  |
| 1988 |                                                  | The River Pirates              | Bubba                    |                  |
| 1988 | Zűrhajósok                                       | Zits                           | Oscar Opily              | Simonyi Balázs   |
| 1989 | Szörnyvilág                                      | Little Monsters                | Ronnie Coleman           | Baráth István    |
| 1989 | Telhetetlen nőfaló                               | Worth Winning                  | Howard Larimore Jr.      |                  |
| 1990 | Reszkessetek, betörők!                           | Home Alone                     | Buzz McCallister         | Petrik Péter     |
| 1992 | Reszkessetek, betörők! 2. – Elveszve New Yorkban | Home Alone 2: Lost in New York | Buzz McCallister         | Bolba Tamás      |
| 1993 | Dennis, a komisz                                 | Dennis the Menace              | Mickey                   | Bolba Tamás      |
| 1997 |                                                  | Strong Island Boys             | Cal                      |                  |
| 2001 |                                                  | The Bill (rövidfilm)           | Thug                     |                  |
| 2004 | Én és a hercegem                                 | The Prince and Me              | Scotty                   | Bodrogi Attila   |
| 2006 | Sikamlós sumákolás                               | Slippery Slope                 | kórházi asszisztens      |                  |
| 2007 |                                                  | Serial                         | Jimmy Link               |                  |
| 2007 |                                                  | The Cake Eaters                | JJ                       |                  |
| 2008 |                                                  | Courting Condi                 | dokumentumfilm producere |                  |
| 2009 |                                                  | The 2 Bobs                     | Horizontal Bob           |                  |
| 2009 | Nyerő csapat                                     | The Winning Season             | Biztonsági tiszt         |                  |
| 2009 | Hasonmás                                         | Surrogates                     | Bobby                    | Kapácsy Miklós   |
| 2009 |                                                  | The Flying Scissors            | A szikla                 |                  |
| 2009 |                                                  | Breaking Point                 | Kevin                    |                  |
| 2011 |                                                  | True Bromance                  | önmaga                   |                  |
| 2011 |                                                  | Elevator                       | Martin Gosling           |                  |
| 2013 | Mellékhatások                                    | Side Effects                   | Banks betege             | Zöld Csaba       |
| 2013 | A múlt hamvai                                    | Blue Ruin                      | Ben Gaffney              |                  |
| 2013 | Nebraska                                         | Nebraska                       | Cole                     | Schneider Zoltán |
| 2013 | R.I.P.D. – Szellemzsaruk                         | R.I.P.D.                       | Pulaski                  | Kerekes József   |
| 2015 |                                                  | 3rd Street Blackout            | Adam Dodario             |                  |
| 2015 |                                                  | Construction                   | Ray                      |                  |
| 2016 |                                                  | The Lennon Report              | Phil Bernstein           |                  |
| 2016 | Lángelmék                                        | Masterminds                    | Runny                    | Mészáros Máté    |
| 2017 |                                                  | Life Hack                      | Larry                    |                  |
| 2017 | Csajok hajnalig                                  | Rough Night                    | Bud                      | Király Adrián    |
| 2019 | A Wall Street pillangói                          | Hustlers                       | Stephen                  |                  |
| 2021 | Reszkessetek, betörők! – Otthon, édes otthon     | Home Sweet Home Alone          | Buzz McCallister         | Holl Nándor      |
| 2021 |                                                  | Hollywood.Con                  | Andy Slimmick            |                  |
| 2022 | Kimi                                             | Kimi                           | Kevin                    |                  |

### Televízió
| Év        | Magyar cím                               | Eredeti cím                               | Szerep                         | Megjegyzések                  |
| --------- | ---------------------------------------- | ----------------------------------------- | ------------------------------ | ----------------------------- |
| 1987      | Ha kedd van, akkor az megint Belgium     | If It's Tuesday, It Still Must Be Belgium | IRA                            | tévéfilm                      |
| 1989      |                                          | Heartland                                 | Gus Stafford                   | főszereplő (10 epizód)        |
| 1991      |                                          | Perfect Harmony                           | Shelby                         | tévéfilm                      |
| 1995–2006 | Esküdt ellenségek: Különleges ügyosztály | Law & Order                               | Richard Elam / Mitchell Pauley | 2 epizód                      |
| 1996      | Veszélyes küldetés                       | New York Undercover                       | Martin                         | 1 epizód                      |
| 2002      | Harmadik műszak                          | Third Watch                               | Mike                           | 1 epizód                      |
| 2004–2011 | Esküdt ellenségek: Bűnös szándék         | Law & Order: Criminal Intent              | Kenny Miles / Eldon Balogh     | 2 epizód                      |
| 2006      | Kötelező ítélet                          | Conviction                                | Pete Garrison                  | 1 epizód                      |
| 2009      |                                          | The Superagent                            | energikus bemondó              | tévéfilm                      |
| 2009      | Odaát                                    | Supernatural                              | Damien / "Dean"                | 1 epizód                      |
| 2010      |                                          | Odd Jobs                                  | Joe Bannon                     | tévéfilm                      |
| 2012      | A férjem védelmében                      | The Good Wife                             | Kevin Costas                   | 1 epizód                      |
| 2013      | A célszemély                             | Person of Interest                        | verő rendőr                    | 1 epizód                      |
| 2014      |                                          | An American Education                     | Ron Gelman                     | tévéfilm                      |
| 2015      | Sherlock és Watson                       | Elementary                                | Gordon Meadows                 | 1 epizód                      |
| 2015      | Carter ügynök                            | Agent Carter                              | Sheldon McFee                  | 2 epizód                      |
| 2015      | Louie                                    | Louie                                     | Mike                           | 1 epizód                      |
| 2017      | Zsaruvér                                 | Blue Bloods                               | Matthew Kindler                | 1 epizód                      |
| 2017      | Csajok                                   | Girls                                     | parti vendég                   | 1 epizód                      |
| 2017–2018 | Mozaik                                   | Mosaic                                    | Nate Henry nyomozó             | visszatérő szerep (6 epizód)  |
| 2017–2019 | A kullancs                               | The Tick                                  | Tinfoil Kevin                  | visszatérő szerep (16 epizód) |
| 2018      | Hawaii Five-0                            | Hawaii Five-0                             | Harris Stubman                 | 1 epizód                      |
| 2018      | Diane védelmében                         | The Good Fight                            | Kevin Costas                   | 1 epizód                      |
| 2018      |                                          | Chicago Med                               | Tommy Burke                    | visszatérő szerep (4 epizód)  |
| 2019      | Végtelen matrjoska                       | Russian Doll                              | Deli vásárló                   | 1 epizód                      |
| 2022      | Better Call Saul                         | Better Call Saul                          | Alfred Hawthorne Hill          | 1 epizód                      |

### Videójátékok
| Év   | Cím                   | Szinkronszerep | Megjegyzés     |
| ---- | --------------------- | -------------- | -------------- |
| 2018 | Red Dead Redemption 2 | helyi gyalogos | motion capture |